# Jacques Aupick
Jacques Aupick (Gravelinas, Flandes, 1789 - París, 1857) fue un general francés. Casado en segundas nupcias con la madre del poeta Charles Baudelaire, Caroline Dufaÿs.

## Biografía
Jacques Aupick nació el 28 de febrero de 1789 en Gravelines (Flandes). Huérfano desde muy joven, fue educado por Baudart, antiguo sacerdote de Gravelines. Entró en la academia militar (Prytanée) en 1802 y en la escala superior (Saint-Cyr) en 1802.  Murió el 27 de abril de 1857, en París. Está enterrado al cementerio de Montparnasse (6.ª división). En esta sepultura fueron inhumados sus hijos (1867) y después su viuda (1871).

## Carrera militar
En marzo de 1809, fue nombrado alférez del 105.º regimiento. Su compañía pasó poco tiempo en España, en guerra desde 1808. En 1813, pasó al regimiento 141.º, donde consigue el ascenso a capitán ayudante o mayor. Combate en las batallas de Lützen, Bautzen, Dresde y Leipzig. Más tarde, ya con el 46.º regimiento, combate en la batalla de Ligny, en 1815, donde es herido.
Tras la caída de Napoleón, en 1815, pasa un tiempo sin destino. En 1818, es admitido en el cuerpo de Estado Mayor y es ayuda de campo de los generales Barbanègre, François Nicolas Fririon, Meynadier y hasta del príncipe de Hohenlohe. En 1823, toma parte en la expedición a España, y en 1830 participa en otra misión en Argelia. Nombrado teniente-coronel en África, pasa a Francia con funciones de jefe de Estado Mayor de la 7.ª división militar de Lyon, donde el ejército reprime la revuelta de las Canuts. El 8 de noviembre de 1828, todavía con destino en Lyon, se casa en París con la viuda de Joseph-François Baudelaire, Caroline Dufaÿs, madre de Charles Baudelaire, entonces con 7 años.
El coronel Aupick participa en la represión de la insurrección del 12 de mayo de 1839, organizada a París por una asociación secreta. El 12 de agosto de 1839, fue nombrado mariscal de campo. En 1847, ocupa la dirección de la Escuela politécnica del Ejército. En abril de 1848, es enviado como ministro plenipotenciario a Constantinopla. En junio de 1851, es nombrado embajador en Madrid (España). En 1853, queda sin destino y es nombrado senador el 8 de marzo de 1853. De 1855 a 1856, es consejero general de la zona de Gravelines, en el norte de Francia. En 1855, compra a Honfleur una casa donde su viuda se retirará. Muere en París el 27 de abril de 1857, algunas semanas antes de la publicación de Las flores del mal, el libro más importante de Charles Baudelaire.

## Reconocimientos
- Una calle de Gravelines lleva su nombre.

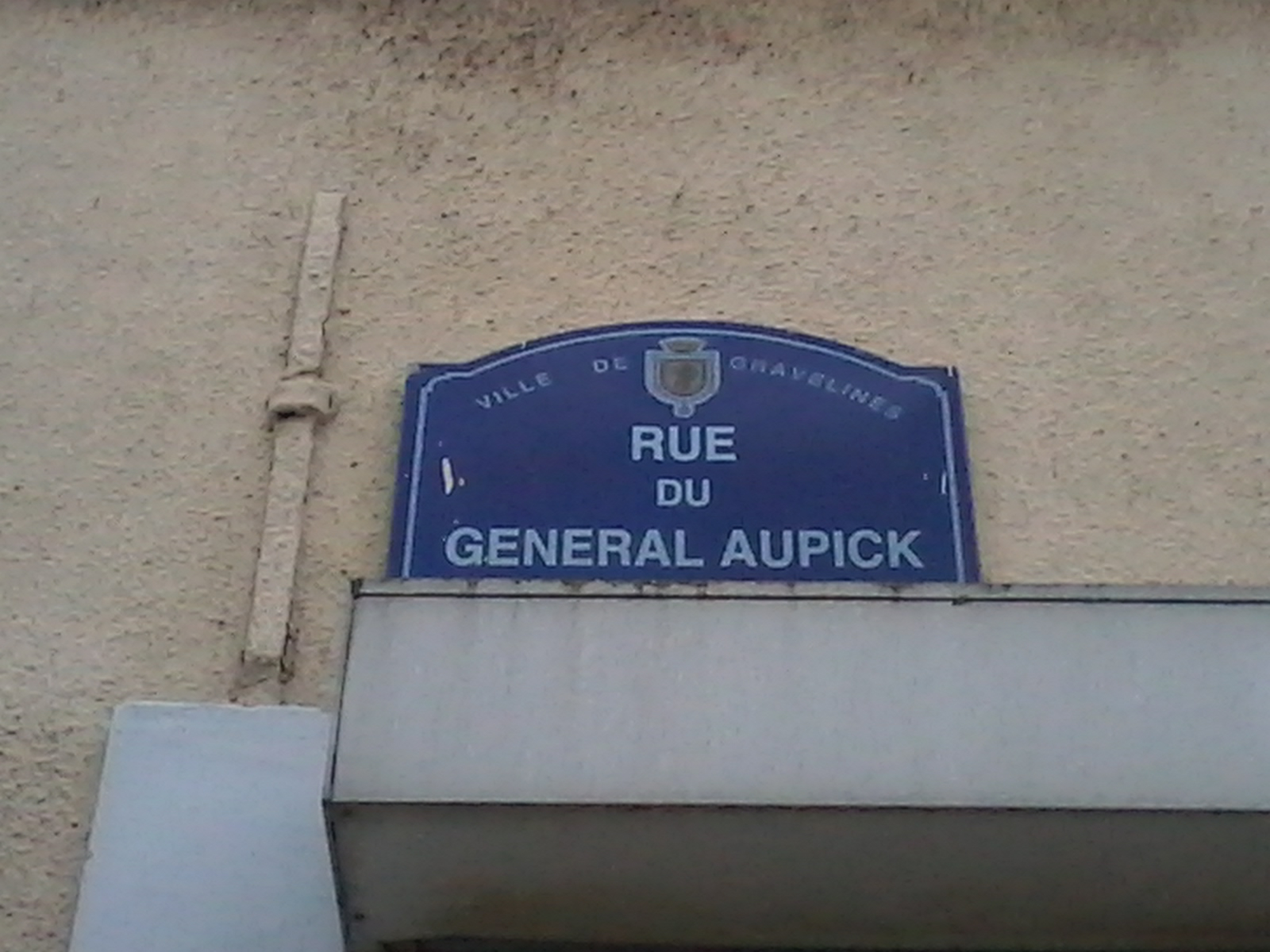
Placa de calle del General Aupick en Gravelines

## Condecoraciones
|  |  |  |
|  |  |  |

- Legión de Honor:[3]
  - Légionnaire (17 de marzo de 1815),
  - Oficial (23 de mayo de 1825),
  - Commandeur (14 de septiembre de 1835,
  - Gran oficial de la Legión de Honor (7 de noviembre de 1845);
- Chevalier de la Orden real y militar de Saint-Louis (bajo Louis XVIII);

 Reino de España 
- Chevalier de la gran'cruz del Orden de Charles III de España (1853);

 Imperio ottoman 
- 1.ª clasifica que brilla del Nichan Iftikhar;

 Reino de Bélgica 
- Gran oficial del Orden de Léopold;

 Reino de Grecia 
- Gran cruz de la Orden del Sauveur;